# Arnfried
Arnfried, auch Arnfrid, ist ein deutscher männlicher Vorname.

## Namensträger
- Arnfrid Astel (1933–2018), deutscher Lyriker und Journalist
- Arnfried Edler (1938–2022), deutscher Musikwissenschaftler
- Arnfried Heyne (1905–1978), deutscher Filmeditor
- Arnfried Lerche (* 1952), deutscher Schauspieler
- Arnfrid Wünschmann (* 1935), deutscher Zoologe

## Einzelnachweis
1. ↑  Rosa Kohlheim, Volker Kohlheim: Duden Lexikon der Vornamen. In: Lexikon. Dudenverlag, 2013, ISBN 978-3-411-04946-2, S. 60.